# Patsy Gallacher
Pour les articles homonymes, voir Gallacher.
Patsy Gallacher, né le 16 mars 1891 à Milford dans le Comté de Donegal et mort le 18 juin 1953, est un footballeur irlandais.
Il joue au Celtic Football Club entre 1911 et 1926. Il joue 464 matchs et marque 196 buts pour le club de Glasgow.

## Biographie

### Son enfance
Patrick Gallacher naît dans un atelier dans la petite ville de Milford dans le Comté de Donegal. Très vite sa famille émigre vers l’Écosse. Il joue très jeune au football et intègre l’équipe de son école primaire, la Holy Redeemer Primary School à Glasgow. C’est Patsy lui-même qui est chargé de l’organisation de l’équipe devenant capitaine de l’équipe et secrétaire du club car tous les enseignants de l’école sont des femmes et ne manifestent que très peu d’intérêt pour le sport. Gallagher se souvient avoir remporté son premier trophée au tournoi athlétique des écoles du district de Yoker. Holy Redeemer remporte le tournoi mais les organisateurs ont refusé leur remettre la coupe sous prétexte que l’équipe n’était représentée par aucun accompagnateur adulte.
Gallacher rejoint ensuite Benvue, une équipe qui dispute la Clean Speech League puis les jeunes de St James à Renfrew. Il est ensuite recruté par les juniors de Clydebank et commence à attirer l’attention des recruteurs des clubs seniors. Ceux-ci se sont très vite aperçus de son immense talent mais restaient dubitatifs en raison de son apparence frêle et chétive. Il reçoit des offres d’essais du Clyde Football Club et du Celtic Football Club. Son essai au Celtic s’avère concluant après avoir marqué par deux fois contre Dumfries et trois fois lors d’une victoire 5-0 contre une équipe de l’armée britannique.

### Au Celtic
Patsy Gallacher est rapidement promu en équipe première du Celtic. Il fait ses grands débuts contre Saint Mirren à Parkhead en novembre 1911. En six mois, il remporte son premier trophée en marquant un but en finale de la Scottish Cup remportée 2-0 contre Clyde FC.
Au total, il dispute 569 matchs sous les couleurs du Celtic en 15 ans de fidélité de 1911 à 1926. En championnat et coupe d’Écosse il dispute 464 matchs et marque 192 buts. Cela fait de lui le sixième buteur de tous les temps derrière Jimmy McGrory, Bobby Lennox, Henrik Larsson, Stevie Chalmers et Jimmy Quinn.
À son arrivée au Celtic, il revitalise l’équipe qui vient de terminer à la cinquième place du championnat.
Un des grands moments de la carrière de Gallacher au Celtic a lieu en 1925 lors de la finale de la Scottish Cup contre Dundee FC : il marque un but en faisant une roulade le ballon collé aux pieds et entre dans les cages pour marquer le but.